# 습지

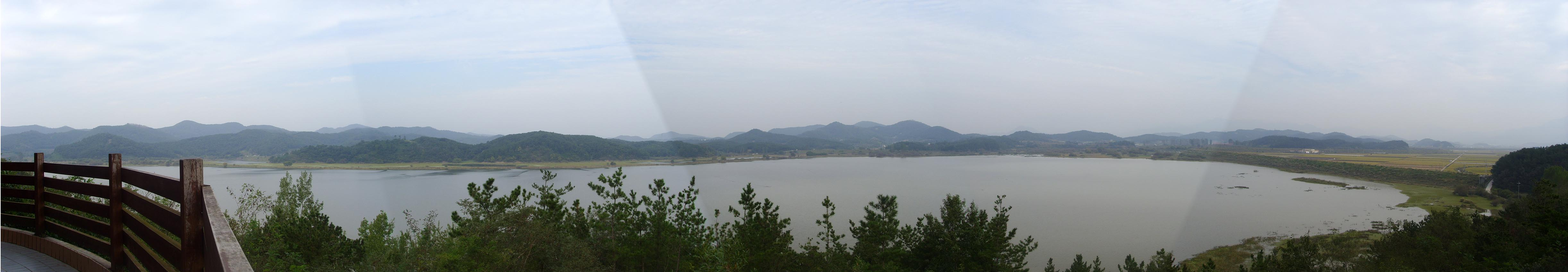
우포늪의 모습

습지(濕地, wetland)는 물에 따라 동식물의 생활과 주변 환경이 결정되는 곳이며, 일년의 일정기간 이상 물에 잠겨 있거나 젖어 있는 지역으로, 담수, 기수 또는 염수가 영구적 또는 일시적으로 그 표면을 덮고 있다. 건조시에 수심의 6미터를 넘지 않는 해역을 포함한다. 크게 내륙습지와 연안습지로 나뉜다.
습지는 지구 전체 지표면적의 약 6%에 해당하는 지역이다. 이 습지에 지구상의 생물 중 약 2%가 생존해 있고 해양생물의 약 60%가 산란하거나 서식한다. 또한 어업활동의 90%가 직·간접적으로 이 습지에 의존하고 있다. 육지와 물을 이어주는 중간단계의 생태적 환경특성은 높은 ‘종 다양성’을 보인다. 습지는 오랜 세월동안 많은 양의 퇴적물이 쌓이고 쌓여 대규모 수생식물들이 자랄 수 있는 여건을 만들며, 이들 식물을 시작으로, 절지동물, 양서류, 파충류 등 먹이사슬이 잘 형성되어 있다.
또, 습지에 사는 많은 식물들은 물에 포함된 질소, 인 등 여러 가지의 영양물질을 흡수해 물을 깨끗하게 만드는 작용을 한다. 일부 국가에서는 습지의 시스템을 응용해 실제 생활에 소규모 정화시설을 만들고 있다.
비가 온 뒤 습지는 늘어난 유량의 여유 분을 저장하는 저수지 역할을 하며 늪지의 식물들은 물의 흐름을 지연시켜서 유량의 극심한 변화를 막아 홍수발생을 완화시키기는 역할도 한다. 자연습지는 댐이나 저수지, 관개시설을 줄이는 경제적인 효과가 있으며 습지의 물은 곧 생활용수나 농업용수 등으로 이용되고 있다. 이밖에도 습지는 어패류 양식장, 수상놀이, 심미적인 기능, 국지적인 기후조절 기능 등도 갖고 있다. 최근에는 개발로 인해 습지가 사라지고 있다.

## 내륙 습지
내륙 습지는 육지 안의 습지를 말하는 것으로, 강의 언저리나 냇가 등 담수가 흐르는 곳에 위치하고 지형적인 원인에 의해 우기에 침수되어 형성되거나 강 유역의 범람하는 토양이 침적되어 만들어진다. 강바닥이 주위보다 높아 강우량이 적을 때 바깥으로 드러나고, 화산 폭발, 빙산의 이동 등 조산운동의 결과로 고지대에 형성되기도 한다. 대한민국의 경우 화산이나 습곡, 단층의 활동이 적고 빙하가 덮였던 지역이 적으므로 내륙 습지의 발달이 적다.
가끔 너덜겅 지대에 식생이 발달하여 형성되는 경우가 있는데, 제주의 곶자왈 지역이 대표적이다.

## 연안 습지
연안 습지는 만조시와 간조시 수위와 지면이 접하는 경계사이의 지역을 말한다. 연안 습지는 세계 대부분의 대규모 습지를 차지하며 강에 의해 실려온 토양 침전물이 유속이 느려짐에 따라 강 하류나 큰 강의 어귀 또는 하구역에 넓게 침적되어 이루어지거나 해수에 의해 육지가 침식되어 이루어진 것들로 삼각주 지역이나 해안 갯벌이 대표적인 연안 습지이다. 연안 습지를 서식지로 이용하는 조류로는 민물도요, 마도요, 흰물떼새, 습새 등 170여종이 있으며 관찰할 수 있는 식물은 염분에 내성을 가진 염생 식물이 분포하고 있다.

## 나라별 습지

### 한국
우포늪과 주남 저수지가 유명하다. 예부터 쌀을 주식으로 하여 곳곳에 논습지가 조성되어 있으며, 점차 줄어드는 추세이다.
한국의 습지는 다음과 같다.

#### 내륙습지
- 대암산 용늪: 강원특별자치도 인제군 서화면 소재. 1997년 3월 28일 람사르 습지로 지정되었다. 원주지방환경청에서 홈페이지를 운영하고 있다.[5]
- 두웅습지 : 충청남도 태안군 원북면 소재. 사구습지로, 2007년 12월 람사르 습지로 지정되었다.[6]
- 무제치늪 : 울산광역시 울주군 삼동면 소재. 산지습지로, 1998년 생태계보전지역, 1999년 습지보호지역으로 지정되었으며, 2007년 12월 20일에 람사르 습지로 등록되었다. 약 6천 년 전에 생성된 것으로 측정되었다.
- 강화 매화마름 군락지 : 인천시 강화군 길상면 소재. 한국내셔널트러스트가 매입, '내셔널트러스트 시민유산 1호'로 보호하고 있다. 2008년 10월 13일, 논습지로서는 한국 최초로 람사르 습지로 등록되었다.
- 물장오리 : 제주도 소재
- 물영아리오름 : 제주특별자치도 서귀포시 남원읍에 위치한 산지습지이다. 2000년 12월 5일 습지보호 지역으로 지정되었고, 2006년 10월 18일에 람사르 습지로 지정되었다.[7]
- 신안장도 산지습지 :전라남도 신안군 흑산면 소재. 2004년 습지 보호구역으로 지정되었으며, 2005년 3월 30일에 람사르 습지로 지정되었다.[8]
- 오대산습지 : 강원특별자치도 평창군과 홍천군에 위치한다. 2008년 1월 17일 국립공원 특별보호구로 지정하였고, 2008년 10월 13일에 람사르 습지로 등록하였다.
- 문경 굴봉산 돌리네습지 : 문경시 산북면 굴봉산 지역에 있는 돌리네 습지이다.
- 우포늪 : 경상남도 창녕군 대합면, 이방면, 유어면에 위치하는 한국 최대의 자연늪이다. 1997년 생태계 특별보호구역, 1999년 습지보호지역(현 우포늪 생태경관 보전지역)으로 지정되었다. 1998년 3월 2일 람사르 습지로 지정되었다.[9]

이외에 담양하천습지, 신들늪 고산습지, 신불산고산습지, 한강 하구, 화엄늪 등이 있다.

#### 연안 습지
- 무안갯벌 : 전라남도 무안군 현경면, 해제면 소재. 2001년 12월 28일 습지 보호 지역으로 지정되었고, 순천 만에 이어 람사르 습지로 등록되었다.
- 보성벌교갯벌 : 전라남도 소재
- 순천만 갯벌 :전라남도 여수시, 보성군에 위치한다. 2003년 12월 31일 습지 보호 지역으로 지정되었으며, 2006년 1월 20일 람사르 습지로 등록되었다.[10]

기타 고창 갯벌, 인천시 웅진 장봉도 갯벌, 줄포만 갯벌, 진도 갯벌, 낙동강 하구 등이 있다.
대한민국 정부는 인천시 옹진군 장봉도 갯벌, 충남 서천 갯벌 습지 보호 지역과, 고창 갯벌 · 줄포만 갯벌 습지 보호 지역이 포함된 전북 곰소만 습지 보호 지역을 2009년 초까지 람사르 습지로 등록할 예정이다. 또한, 2016년까지 추가로 2곳이 더 지정될 계획이다.

### 섬 습지
- 펄랑못 : 제주도 한림읍 협재리 비양도, 밀물 때는 해수가 밀려들고 썰물이 되면 다시 담수호가 되는 염 습지

## 같이 보기
- 곶자왈
- 람사르 협약
- 개펄
- 대한민국의 습지보호지역
- 대한민국의 람사르 등록 습지